# 西恩·戴维斯
西恩·戴维斯（英語：Sean Davis，1979年9月20日—）是英格兰足球运动员，司职中场，现是自由身球員。他是首位代表同一俱乐部（富勒姆）参加英格兰所有四个级别职业足球联赛的球员。

## 俱乐部生涯

### 富勒姆
西恩·戴维斯出身于富勒姆青训营，曾被当时富勒姆的主教练凯文·基冈誉为俱乐部的未来之星。1996年10月，戴维斯在英格兰足球丙级联赛(英格兰第四级别联赛，即现在的英格兰足球乙级联赛)富勒姆主场3比0击败剑桥联队的比赛中替补登场，首次在职业联赛中亮相。随后，戴维斯跟随富勒姆先后升级到英格兰足球乙级联赛(英格兰第三级别联赛，即现在的英格兰足球甲级联赛)、英格兰足球甲级联赛(英格兰第二级别联赛，即现在的英格兰足球冠军联赛)。2001-02赛季，富勒姆升级到英超联赛，戴维斯成为世界上第一位代表同一俱乐部参加英格兰所有四级职业联赛的球员。
2002-03赛季结束后，由于富勒姆将主教练让·蒂加纳解约，戴维斯向俱乐部递交转会申请。当时埃弗顿和米德尔斯堡都有意签入戴维斯。虽然富勒姆接受埃弗顿的报价，戴维斯也已和埃弗顿达成转会协议，但由于他伤势不能够在转会大门关闭之前完全康复，无法通过俱乐部的体检，最终埃弗顿放弃引进戴维斯的计划。

### 热刺
在跟随富勒姆完成2003-04赛季英超联赛后，戴维斯拒绝和俱乐部续约，富勒姆只能以300万英镑的身价将他转卖到托特纳姆热刺。他在热刺队状态平平，连续不断的伤病让他失去了在白鹿巷证明自己的机会，始终无法进入球队的主力名单，甚至在联赛杯也只能以替补的身份出场。2006年的冬季转会，他和诺埃·帕马罗、佩德罗·门德斯一起被热刺打包低价转卖给朴茨茅斯。

### 朴茨茅斯
在加盟朴茨茅斯后，戴维斯迅速成为球队的重要成员，他在3月18日4比2击败西汉姆联的比赛中打进加盟朴茨茅斯的第一球，并在该赛季帮助朴茨茅斯在最后10轮比赛拿到20个积分，奇迹般地保级成功。2008年5月17日，在温布利球场举行的2008年英格兰足总杯決賽中，朴茨茅斯以1-0击败卡迪夫城夺冠，但戴维斯因伤并没有在这场比赛中出场。
戴维斯在朴茨茅斯期间表现出色，是球队的中场核心。2009年冬季转会中，博尔顿准备花300万英镑将他引进，以取代诺兰出走后留下的位置，但当时朴茨茅斯主教练托尼·亚当斯却拒绝放走戴维斯。

### 博尔顿
2009年7月1日，与朴茨茅斯合同到期的戴维斯和博尔顿签订了三年合同，免费加盟博尔顿。在開季的頭3場聯賽戴維斯均正選上陣，2009年8月19日主場迎戰利物浦，上半場保頓領先2-1，戴維斯两次侵犯盧卡斯·利華被球證阿倫·韋利（Alan Wiley）先后两次出示黃牌而驅逐離場，利物浦憑多打一人的優勢反勝3-2。9月，一直受膝傷困擾的戴維斯接受十字韌帶手術，提早告别2009-10赛季。2011年12月13日，戴维斯在博尔顿预备队在1比1平纽卡斯尔预备队的比赛中首发登场，这是他时隔27个月后的首场比赛。
2012年2月24日戴维斯獲借用到英冠球會布里斯托城，為期1個月，期間上陣3場，因拉傷大腿而提前1仗結束借用返回保頓。

## 国家队生涯
戴维斯曾经是英格兰U21国家队的重要成员，2003年2月，他曾经入选备战英格兰队和澳大利亚友谊赛的集训名单，但并没有在那场比赛出场。

## 荣誉
富勒姆
- 英格兰足球甲级联赛冠军：2000-01
- 英格兰足球乙级联赛冠军：1998-99
- 英格兰足球丙级联赛亚军：1996-97
- 国际托托杯冠军：2002

## 外部連結
- 足球数据库：西恩·戴维斯的球员统计数据
- BBC profile （页面存档备份，存于）